# Europejski Komitet Regionów

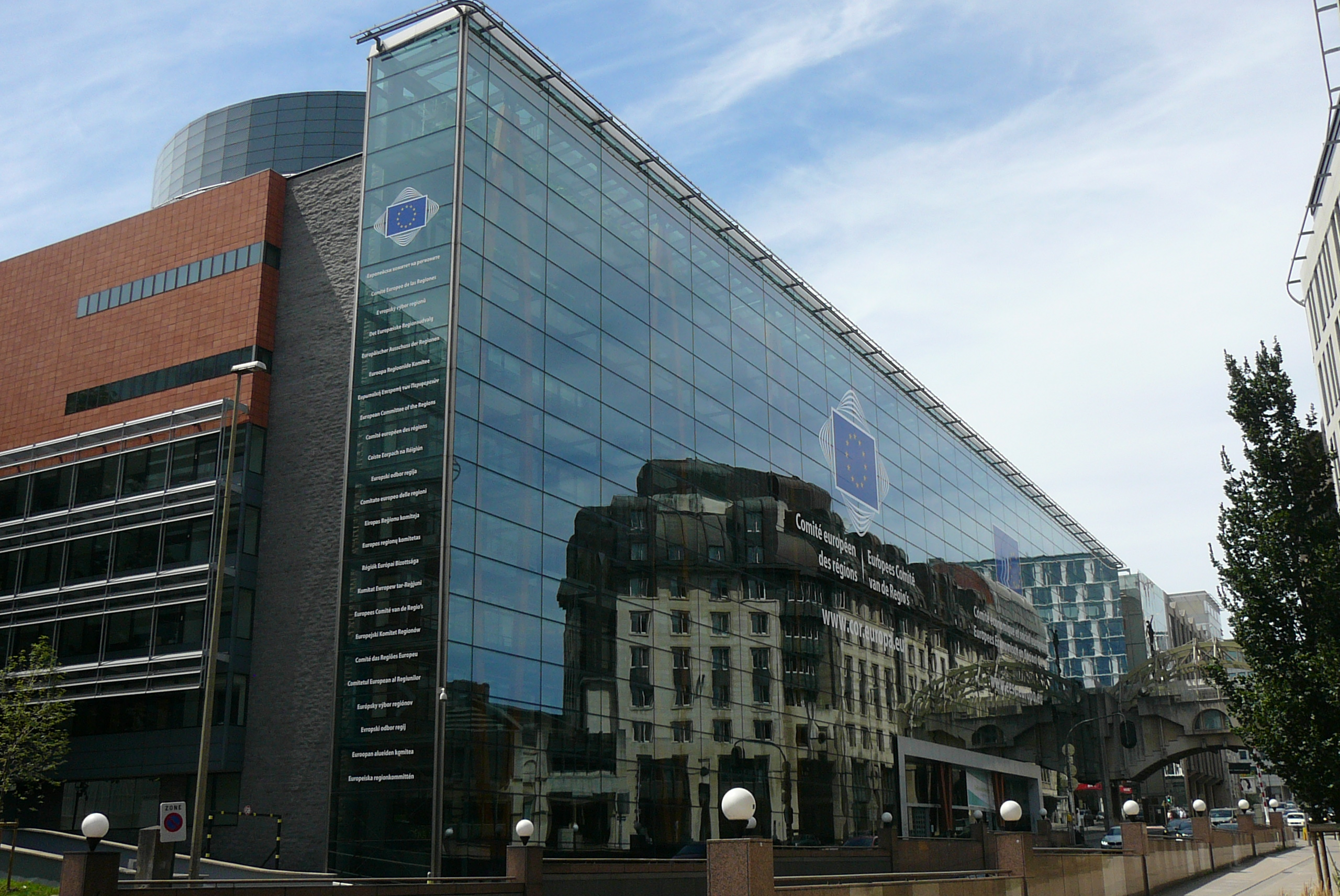
Budynek im. Jacques'a Delorsa Brukseli, siedziba Europejskiego Komitetu Regionów

Europejski Komitet Regionów – organ doradczy i opiniodawczy Wspólnoty, powołany do życia w 1994 roku na mocy Traktatu o Unii Europejskiej z Maastricht. Jest zgromadzeniem przedstawicieli samorządów lokalnych i regionalnych Unii Europejskiej (UE). Wypowiada się w imieniu władz szczebla niższego niż krajowy (tj. regionów, hrabstw, prowincji, gmin i miast) w ramach struktury instytucjonalnej UE.
Utworzeniu organu w roku 1994 przyświecały dwa główne cele. Po pierwsze, około trzech czwartych prawodawstwa UE wdrażane jest na szczeblu lokalnym lub regionalnym. Dlatego logiczne jest, by przedstawiciele tego szczebla mieli wpływ na stanowienie prawa w UE. Po drugie, obawiano się zwiększającego się dystansu społeczeństwa do integracji europejskiej. Jednym ze sposobów na wypełnienie tej luki było zaangażowanie władz lokalnych, które są najbliższej obywateli.
Rola Komitetu Regionów polega na reprezentowaniu na forum unijnym stanowisk władz lokalnych i regionalnych wobec ustawodawstwa UE poprzez wydawanie opinii na temat propozycji legislacyjnych Komisji Europejskiej. Zarówno Komisja jak i Rada są zobowiązane do zasięgania opinii Komitetu Regionów w sprawach, które bezpośrednio dotyczą władz lokalnych i regionalnych, ale mogą również porozumiewać się z Komitetem, gdy uznają to za stosowne. Komitet może również wyrażać opinie z własnej inicjatywy i przedkładać je Komisji, Radzie, a także Parlamentowi Europejskiemu.
Komitet Regionów nie jest samodzielnym organizacyjnie, kompetencyjnie ani finansowo organem Unii Europejskiej – jest kolegialnym organem pomocniczym Rady Unii Europejskiej oraz Komisji Europejskiej. Wydawane przez niego opinie nie mają wiążącego charakteru.
W 2011 r. Komitet Regionów i Komitet Ekonomiczno-Społeczny zapowiedzieli szeroką współpracę na rzecz strategii Europa 2020.

## Historia
Władze lokalne i regionalne w Unii Europejskiej od dawna zabiegały o większe prawo głosu w sprawach europejskich. W efekcie, na mocy traktatu z Maastricht utworzono Komitet Regionów, zaś w Radzie Unii Europejskiej państwa członkowskie mogły być reprezentowane także przez ministrów z rządów regionalnych.
1992 r.: traktat z Maastricht. Przywódcy UE decydują o utworzeniu Komitetu Regionów (KR) jako zgromadzenia konsultacyjnego, dzięki któremu miasta i regiony będą miały wpływ na kształtowanie unijnego procesu decyzyjnego i które będzie pełnić rolę bezpośredniego łącza między obywatelami i Brukselą. Zgodnie z traktatem Komisja Europejska i Rada Ministrów UE są zobowiązane do zasięgania opinii Komitetu Regionów w najważniejszych dziedzinach należących do sfery zainteresowania władz regionalnych. Rządy państw członkowskich wyznaczają członków Komitetu na czteroletnią kadencję. Pierwsza sesja plenarna KR-u odbyła się w marcu 1994 r.
1995 r.: rozszerzenie UE. Liczba członków KR-u zwiększa się z 189 do 222 w wyniku przystąpienia do UE Austrii, Finlandii i Szwecji.
1997 r.: traktat z Amsterdamu. Poszerza się zakres kompetencji KR-u do około dwóch trzecich wniosków prawodawczych UE. Wprowadzono również możliwość zasięgania opinii KR-u przez Parlament Europejski.
2001 r.: traktat nicejski. W traktacie tym podkreślono demokratyczną legitymację KR-u, wprowadzając wymóg, zgodnie z którym jego członkowie muszą posiadać mandat wyborczy lub być politycznie odpowiedzialni przed zgromadzeniem lokalnym lub regionalnym pochodzącym z wyboru. Ustalono, że liczba członków KR-u może wynosić maksymalnie 350.
lata 2002/2003: Konwent ds. Przyszłości Europy. Członkowie KR-u uczestniczyli w pracach konwentu opracowującego projekt konstytucji europejskiej W projekcie tym wyraźnie uznano rolę i uprawnienia samorządu regionalnego i lokalnego, przyznano także Komitetowi prawo zaskarżania do Europejskiego Trybunału Sprawiedliwości europejskich aktów prawnych, które naruszają zasadę pomocniczości.
maj 2004 r.: rozszerzenie UE. Liczba członków KR-u zwiększa się z 222 do 317 w wyniku przystąpienia do UE 10 nowych państw członkowskich.
luty 2006 r.: nowa kadencja. Nowa, czteroletnia kadencja KR-u. Najważniejsze priorytety polityczne w tej kadencji to: wzmacnianie roli władz lokalnych i regionalnych zgodnie ze strategią lizbońską na rzecz wzrostu i zatrudnienia, zwiększanie spójności i solidarności oraz zainicjowanie kampanii „Informowanie o Europie w terenie”, aby przybliżyć UE jej obywatelom.
styczeń 2007 r.: rozszerzenie UE. Po przystąpieniu do UE Bułgarii i Rumunii liczba członków KR-u zwiększa się z 317 do 344.
grudzień 2007 r.: traktat lizboński. W traktacie lizbońskim potwierdzono prawo, na mocy którego KR może wnosić sprawy do Trybunału Sprawiedliwości Unii Europejskiej, by bronić swoich prerogatyw oraz zapewnić poszanowanie zasady pomocniczości. Prawo to zostało już uznane przez Konwent ds. Przyszłości Europy. Dzięki nowemu uprawnieniu wzmocniono polityczną rolę KR-u, umożliwiając mu skuteczniejsze funkcjonowanie na poziomie UE z korzyścią dla władz lokalnych i regionalnych. Traktat lizboński wydłuża też kadencję członków KR-u z czterech do pięciu lat.
lipiec 2013 r.: rozszerzenie UE. Po przystąpieniu do UE Chorwacji liczba członków KR-u zwiększyła się z 344 do 353 (liczba członków Komitetu została następnie zmniejszona do 350).
31 stycznia 2020 r.: po Brexicie liczba członków spadła do 329.

## Zasady
Prace Komitetu odbywają się według trzech głównych zasad:
Pomocniczość
Zasada ta, zapisana w traktatach w tym samym czasie, gdy tworzono Komitet Regionów, oznacza, że decyzje w Unii Europejskiej powinny być podejmowane na szczeblu możliwie najbliższym obywatelom. Dlatego Unia Europejska nie powinna podejmować się zadań, które lepiej mogą wypełnić władze krajowe, regionalne lub lokalne.
Bliskość
Na wszystkich szczeblach sprawowania rządów należy starać się zbliżyć jak najbardziej do obywateli, przede wszystkim organizując pracę zgodnie z zasadą przejrzystości, tak by obywatel wiedział, kto jest za co odpowiedzialny i gdzie się zwrócić, by jego opinia została wysłuchana.
Partnerstwo
Dobry europejski system sprawowania rządów oznacza, że władze europejskie, krajowe, regionalne i lokalne współpracują ze sobą. Ponieważ wszystkie te cztery szczeble władzy są niezbędne, powinny być zaangażowane w procesy decyzyjne zgodne z zasadą wielopoziomowego sprawowania rządów.

## Kompetencje
Traktaty wspólnotowe zobowiązują Komisję Europejską i Radę Unii Europejskiej do zasięgania opinii Komitetu Regionów w sytuacji, gdy nowe propozycje dotyczą dziedzin mających wpływ na sytuację regionów i społeczności lokalnych. Poza tymi dziedzinami Komisja, Rada i Parlament Europejski mogą również zasięgać opinii Komitetu w sprawie propozycji, które ich zdaniem pociągają za sobą istotne skutki na szczeblu regionalnym lub lokalnym. Komitet ma również możliwość sporządzania opinii z inicjatywy własnej i wskazywania w ten sposób tematów, którymi Unia Europejska powinna się zająć.
Traktat z Lizbony wszedł w życie po jego ratyfikacji przez wszystkie państwa członkowskie UE. Protokół nr 2 art. 8 traktatu, dotyczący stosowania zasad pomocniczości i proporcjonalności, uprawnia Komitet Regionów (nadając mu uprzywilejowany status) do wnoszenia spraw do Europejskiego Trybunału Sprawiedliwości.

## Skład
Do czasu przystąpienia nowych państw członkowskich do UE, Komitet liczył podobnie jak Komitet Ekonomiczno-Społeczny 222 członków. Po 1 maja 2004 r. zgodnie z ustaleniami Traktatu Nicejskiego skład Komitetu nie powinien przekraczać liczby 350 członków. Po rozszerzeniu UE 1 maja 2004 r. w Komitecie zasiadało 317 członków. Następnie po akcesji do UE Bułgarii i Rumunii 1 stycznia 2007 r., liczba członków KR wzrosła do 344. Po przystąpieniu Chorwacji do UE 1 lipca 2013 r. w skład KR-u wchodziło 350 członków. Po Brexicie Komitet liczy 329 członków.
Kandydaci na członków KR-u są wyznaczani przez rządy państw UE. Następnie Rada Unii Europejskiej zatwierdza mandaty członków na pięć lat z możliwością ponownego mianowania. Członkowie Komitetu są całkowicie niezależni politycznie w wykonywaniu swoich obowiązków.
Na członków KR wybierani są przedstawiciele organizacji samorządowych państw członkowskich. Każde państwo członkowskie jest reprezentowane przez liczbę członków w przybliżeniu proporcjonalną do jego liczebności. Polsce przypada 21 miejsc.
| Kraj                                                                            | Liczba członków |
| Niemcy, Francja, Włochy                                                         | 24              |
| Hiszpania, Polska                                                               | 21              |
| Rumunia                                                                         | 15              |
| Austria, Belgia, Grecja, Holandia, Portugalia, Szwecja, Czechy, Węgry, Bułgaria | 12              |
| Chorwacja, Dania, Finlandia, Irlandia, Litwa, Słowacja                          | 9               |
| Estonia, Łotwa, Słowenia                                                        | 7               |
| Luksemburg, Cypr                                                                | 6               |
| Malta                                                                           | 5               |

## Struktura wewnętrzna
Przewodniczący
Komitet Regionów wybiera spośród swoich członków Przewodniczącego na dwuipółletnią kadencję. Zarządza on pracami Komitetu, przewodniczy sesjom plenarnym oraz pełni funkcję oficjalnego przedstawiciela KR-u. Od 29 czerwca 2022 stanowisko to zajmuje Vasco Cordeiro.
Lista przewodniczących
| Przewodniczący          | Okres     | Państwo         | Grupa polityczna                |
| ----------------------- | --------- | --------------- | ------------------------------- |
| Vasco Cordeiro          | od 2022   | Portugalia      | Partia Europejskich Socjalistów |
| Apostolos Dzidzikostas  | 2020–2022 | Grecja          | Europejska Partia Ludowa        |
| Karl-Heinz Lambertz     | 2017–2020 | Belgia          | Partia Europejskich Socjalistów |
| Markku Markkula         | 2015–2017 | Finlandia       | Europejska Partia Ludowa        |
| Michel Lebrun           | 2014–2015 | Belgia          | Europejska Partia Ludowa        |
| Ramón Luis Valcárcel    | 2012–2014 | Hiszpania       | Europejska Partia Ludowa        |
| Mercedes Bresso         | 2010–2012 | Włochy          | Partia Europejskich Socjalistów |
| Luc Van den Brande      | 2008–2010 | Belgia          | Europejska Partia Ludowa        |
| Michel Delebarre        | 2006–2008 | Francja         | Partia Europejskich Socjalistów |
| Peter Straub            | 2004–2006 | Niemcy          | Europejska Partia Ludowa        |
| Albert Bore             | 2002–2004 | Wielka Brytania | Partia Europejskich Socjalistów |
| Jos Chabert             | 2000–2002 | Belgia          | Europejska Partia Ludowa        |
| Manfred Dammeyer        | 1998–2000 | Niemcy          | Partia Europejskich Socjalistów |
| Pasqual Maragall i Mira | 1996–1998 | Hiszpania       | Partia Europejskich Socjalistów |
| Jacques Blanc           | 1994–1996 | Francja         | Europejska Partia Ludowa        |

Prezydium
Pierwszy wiceprzewodniczący jest wybierany przez zgromadzenie plenarne na dwuipółletnią kadencję. Reprezentuje on przewodniczącego w razie jego nieobecności. Markku Markkula (Finlandia / Europejska Partia Ludowa (EPL), członek rady miasta Espoo, został wybrany na pierwszego wiceprzewodniczącego Europejskiego Komitetu Regionów w dniu 12 lipca 2017 r.
Prezydium jest organem zarządzającym Komitetem Regionów. Należy do niego przewodniczący, pierwszy wiceprzewodniczący, 28 wiceprzewodniczących (po jednym z każdego państwa członkowskiego), przewodniczący grup politycznych KR-u i inni członkowie delegacji krajowych. Skład Prezydium musi odzwierciedlać strukturę narodowościową i polityczną Komitetu. Prezydium zbiera się zazwyczaj siedem lub osiem razy w roku, sporządza program polityczny Komitetu i wydaje administracji instrukcje dotyczące wykonania podejmowanych przez siebie decyzji.
Zgromadzenie Plenarne
Sześć razy w roku członkowie KR-u zbierają się na sesjach plenarnych w Brukseli, gdzie omawiają i przyjmują opinie, sprawozdania i rezolucje.
Komisje KR-u
KR organizuje swoje prace za pomocą wewnętrznych komisji, specjalizujących się w różnych obszarach tematycznych. Istnieje sześć takich komisji:
- Komisja Obywatelstwa, Sprawowania Rządów, Spraw Instytucjonalnych i Zewnętrznych (CIVEX)
- Komisja Polityki Spójności Terytorialnej (COTER)
- Komisja Polityki Gospodarczej (ECON)
- Komisja Środowiska, Zmiany Klimatu i Energii (ENVE)
- Komisja Zasobów Naturalnych (NAT)
- Komisja Polityki Społecznej, Edukacji, Zatrudnienia, Badań Naukowych i Kultury (SEDEC)

Komisje przygotowują projekty opinii oraz organizują konferencje i seminaria dotyczące tematów, którymi się zajmują. W każdej komisji zasiada około 100 członków, a obsługują je sekretariaty należące do struktur administracyjnych Komitetu.
Grupy polityczne
W skład Komitetu Regionów wchodzi pięć grup politycznych: Europejska Partia Ludowa (PPE), Grupa Europejskich Konserwatystów i Reformatorów (EKR), Partia Europejskich Socjalistów (PSE), Grupa Porozumienia Liberałów i Demokratów na rzecz Europy (ALDE) oraz Przymierze Europejskie (EA). Członkowie każdej z grup politycznych spotykają się przed ważnymi posiedzeniami, aby przyjąć wspólne stanowisko. Przewodniczący i pierwszy wiceprzewodniczący KR-u oraz przewodniczący grup politycznych zbierają się przed każdą sesją plenarną i innymi ważnymi posiedzeniami, starając się osiągnąć konsensus polityczny w kluczowych kwestiach.
Delegacje krajowe
W skład KR-u wchodzi również 28 delegacji krajowych. Członkowie KR-u spotykają się też w swoich delegacjach krajowych przed sesjami plenarnymi i innymi wydarzeniami, by osiągnąć wspólne stanowisko na dany temat.
Sekretarz generalny
Sekretarz Generalny jest powoływany przez Prezydium na pięcioletnią kadencję. Sekretarz generalny, jako szef administracji KR-u, nie może sprawować mandatu politycznego. Do jego zadań należy czuwanie nad wykonaniem decyzji Prezydium i dbałość o sprawne funkcjonowanie administracji. Obecnie funkcję sekretarza generalnego KR-u sprawuje Petr Blížkovský.
Sekretariat generalny
Sekretariat Generalny składa się z pięciu dyrekcji: Dyrekcji Obsługi Członków i Sesji Plenarnych, Dyrekcji Prac Legislacyjnych 1, Dyrekcji Prac Legislacyjnych 2, Dyrekcji Komunikacji oraz Dyrekcji Zasobów Ludzkich i Finansów. Dyrekcja Logistyki i Dyrekcja Tłumaczeń Pisemnych zarządzane są wspólnie z Europejskim Komitetem Ekonomiczno-Społecznym.

## Prace
Opinie
Komisja Europejska, Rada Ministrów i Parlament Europejski konsultują się z KR-em w sprawie przygotowywanych przez siebie projektów aktów prawnych (dyrektyw, rozporządzeń itp.) w dziedzinach dotyczących kompetencji władz lokalnych i regionalnych. Trafiające do Komitetu projekty aktów kierowane są do właściwej komisji. Następnie ta komisja KR-u wyznacza sprawozdawcę do sporządzenia opinii Komitetu w danej sprawie. Powstały projekt opinii musi najpierw zostać przyjęty przez odpowiednią komisję KR-u; dopiero potem może on trafić pod obrady na sesji plenarnej. Z chwilą przyjęcia na sesji plenarnej tekst ten staje się oficjalną opinią, która zostaje przekazana wszystkim instytucjom europejskim oraz opublikowana w Dzienniku Urzędowym Unii Europejskiej.
Rezolucje
Rezolucje umożliwiają Komitetowi Regionów wyrażenie swojego zdania na temat ważnych i aktualnych zagadnień. Rezolucje mogą być przedstawiane przez grupę polityczną KR-u lub przez 32 członków KR-u.
Opracowania i inne publikacje
Komitet sporządza opracowania dotyczące rozmaitych aspektów wymiaru lokalnego i regionalnego UE (edukacja, transport, sprawy społeczne, rozszerzenie itp.). Są one przygotowywane z pomocą niezależnych specjalistów. Komitet Regionów opracowuje również publikacje kierowane do ogółu społeczeństwa oraz do podmiotów lokalnych i regionalnych. Ich celem jest wyjaśnienie, na czym polega działalność Komitetu oraz omówienie bieżących wydarzeń politycznych.
Wydarzenia
Komitet Regionów jest miejscem spotkań przedstawicieli miast i regionów. Dlatego organizuje konferencje, seminaria i wystawy we współpracy z partnerami lokalnymi i regionalnymi oraz pozostałymi instytucjami UE. Raz do roku, podczas Europejskiego Tygodnia Regionów i Miast OPEN DAYS, KR zaprasza do swojej siedziby tysiące gości, którzy biorą udział w ożywionych dyskusjach lub wyszukują partnerów do realizacji wspólnych projektów.

## Deklaracja misji
Oświadczenie zostało przedstawione w Brukseli 21 kwietnia 2009 roku.

Komitet Regionów jest zgromadzeniem przedstawicieli samorządów regionalnych i lokalnych UE.
Jesteśmy zgromadzeniem politycznym złożonym z przedstawicieli demokratycznie wybranych władz regionalnych i lokalnych w służbie integracji europejskiej. Dzięki naszej legitymacji politycznej zapewniamy reprezentację instytucjonalną wszystkich jednostek terytorialnych, regionów, miast i gmin Unii Europejskiej.
Naszą misją jest angażowanie władz regionalnych i lokalnych w europejski proces decyzyjny i tym samym wspieranie większego udziału obywateli.
Nasza działalność polityczna opiera się na przekonaniu, że do budowania coraz ściślejszej i solidarniejszej unii narodów Europy, a także do sprostania wyzwaniom związanym z globalizacją niezbędna jest współpraca między poziomem europejskim, krajowym, regionalnym i lokalnym. W tym celu, by promować wieloszczeblowe sprawowanie rządów, współpracujemy ściśle z Komisją Europejską, Parlamentem Europejskim i Radą Unii Europejskiej, a w państwach członkowskich także z instytucjami różnego szczebla władzy.
Głosujemy w sprawie zaleceń politycznych dotyczących strategii europejskich i bierzemy udział w opracowywaniu prawodawstwa wspólnotowego. Już na wczesnych etapach jego przygotowania proponujemy sposoby podejścia i kierunki polityczne, czerpiąc z doświadczeń i fachowej wiedzy władz regionalnych i lokalnych, które są najczęściej odpowiedzialne za jego wdrażanie.
Pragniemy, by w zglobalizowanym świecie „zjednoczona w swej różnorodności” Europa czerpała pełne korzyści ze swej różnorodności terytorialnej, kulturowej i językowej, która stanowi jej siłę i bogactwo oraz jest gwarancją tożsamości jej obywateli. Uczestniczymy w krzewieniu demokracji i obywatelstwa europejskiego, a także związanych z nimi wartości i przyczyniamy się do wdrażania praw podstawowych oraz ochrony mniejszości.
Czuwamy nad tym, by przestrzegane były zasady pomocniczości i proporcjonalności, tak by decyzje europejskie podejmowano i wdrażano jak najbliżej obywateli, na najbardziej odpowiednim szczeblu. Poprzez nasze działania gwarantujemy zatem, że wspólna polityka jest realizowana skuteczniej i bliżej obywateli.
Działamy na rzecz harmonijnego i zrównoważonego rozwoju wszystkich jednostek terytorialnych. W imię zasad sprawiedliwości i solidarności bronimy tym samym celów dotyczących spójności gospodarczej, społecznej i terytorialnej Unii Europejskiej.
Domagamy się autonomii władz regionalnych i lokalnych oraz tego, by mogły one dysponować odpowiednimi środkami finansowymi, potrzebnymi im do sprawowania swych obowiązków. Promujemy w ten sposób zasady i mechanizmy dobrego sprawowania rządów i propagujemy proces decentralizacji.
Wspieramy współpracę między władzami regionalnymi i lokalnymi państw członkowskich a w ramach strategii rozszerzenia, polityki sąsiedztwa i polityki rozwoju również współpracę z władzami regionalnymi i lokalnymi krajów kandydujących, potencjalnych krajów kandydujących, krajów sąsiadujących i krajów trzecich.
Tworzymy platformy i sieci, organizujemy fora w celu ułatwienia współpracy i wymiany doświadczeń między regionami, miastami i gminami, a także rozwijamy partnerstwo z ich organizacjami przedstawicielskimi.
Jesteśmy ambasadorami Europy w regionach, miastach i gminach, a także ich rzecznikami w europejskiej debacie. Prowadzimy bezpośredni dialog z naszymi współobywatelami na temat dokonań Europy i przyszłych wyzwań oraz przyczyniamy się do wyjaśniania i przedstawiania procesu wdrażania polityki wspólnotowej i jej skutków lokalnych.
Budujmy Europę po partnersku!